# Heinrich Stooß
Heinrich Gottlob Stooß (* 14. April 1896 in Radelstetten; † 19. Mai 1971 in Geislingen an der Steige; auch Heinrich Stooss) war ein deutscher Landwirt und Politiker (WBWB, später CDU).

## Leben und Beruf
Stooß wurde als Sohn eines Landwirts geboren. Nach dem Besuch der Volksschule ging er einer praktischen Arbeit in der Landwirtschaft nach, besuchte zunächst eine Landwirtschaftsschule und von 1920 bis 1922 die Landwirtschaftliche Hochschule Hohenheim. Er übernahm 1930 den elterlichen Betrieb und war daneben Mitglied des Direktionsausschusses der Landwirtschaftskammer Württemberg.
Stooß war 1945/46 Direktor der Abteilung Ernährung und Landwirtschaft im Wirtschaftsministerium des Landes Württemberg-Baden. Gemeinsam mit Jakob Dobler initiierte er die Neugründung des Landesbauernverbands in Württemberg-Baden 1946 und übernahm schließlich dessen Vorsitz. Er fungierte von 1952 bis 1968 als Präsident des Landesbauernverbandes Württemberg-Baden, war Präsident der Arbeitsgemeinschaft baden-württembergischer Bauernverbände und wirkte als Vorstands- und Verwaltungsratsmitglied in verschiedenen Organisationen und Institutionen. Außerdem war er Mitglied im Rundfunkrat des Süddeutschen Rundfunks (SDR).

## Partei
Während der Zeit der Weimarer Republik war Stooß Mitglied des Württembergischen Bauern- und Weingärtnerbundes (WBWB), der mit dem württembergischen Landesverband der DNVP, der Bürgerpartei, eng zusammenarbeitete. Nach dem Zweiten Weltkrieg trat Stooß in die CDU ein.

## Abgeordneter
Stooß war von 1926 bis 1933 für den WBWB Mitglied des württembergischen Landtages, 1932/33 als Gast der NSDAP-Fraktion.
Nach dem Kriegsende war Stooß 1946 Mitglied der Vorläufigen Volksvertretung und der Verfassunggebenden Landesversammlung in Württemberg-Baden. Im November 1946 wurde er über den Wahlkreis 25 (Ulm) als Abgeordneter in den Landtag von Württemberg-Baden gewählt, im November 1950 erfolgte seine Wahl über den Wahlkreis 3 (Backnang). Dem Parlament gehörte er bis 1952 an. Danach war er Mitglied der Verfassunggebenden Landesversammlung für Baden-Württemberg. Von 1953 bis zu seiner Mandatsniederlegung am 19. Dezember 1961 war er Abgeordneter des baden-württembergischen Landtages und dort von 1956 bis 1961 stellvertretender Vorsitzender der CDU-Fraktion. Im Parlament vertrat er den Wahlkreis Ulm-Land. Nach seiner Mandatsniederlegung rückte Alfons Rimmele für ihn in den Landtag nach.
Bei der Bundestagswahl 1961 wurde er in den Deutschen Bundestag gewählt, dem er bis 1969 angehörte. Im Parlament vertrat er den Wahlkreis Crailsheim.

## Öffentliche Ämter
Stooß amtierte vom 16. Dezember 1946 bis zum 11. Januar 1951 als Minister für Ernährung und Landwirtschaft in der von Ministerpräsident Reinhold Maier geführten Regierung des Landes Württemberg-Baden.

## Auszeichnungen
- 1952: Großes Verdienstkreuz der Bundesrepublik Deutschland
- 1966: Großes Verdienstkreuz mit Stern der Bundesrepublik Deutschland